# Sam & Max: Night of the Raving Dead
Sam & Max: Night of the Raving Dead è il terzo episodio della seconda serie di Sam & Max sviluppata dalla Telltale Games e pubblicato dalla GameTap.